# 比安科峰
46°23′04.6″N 9°54′23.4″E / 46.384611°N 9.906500°E

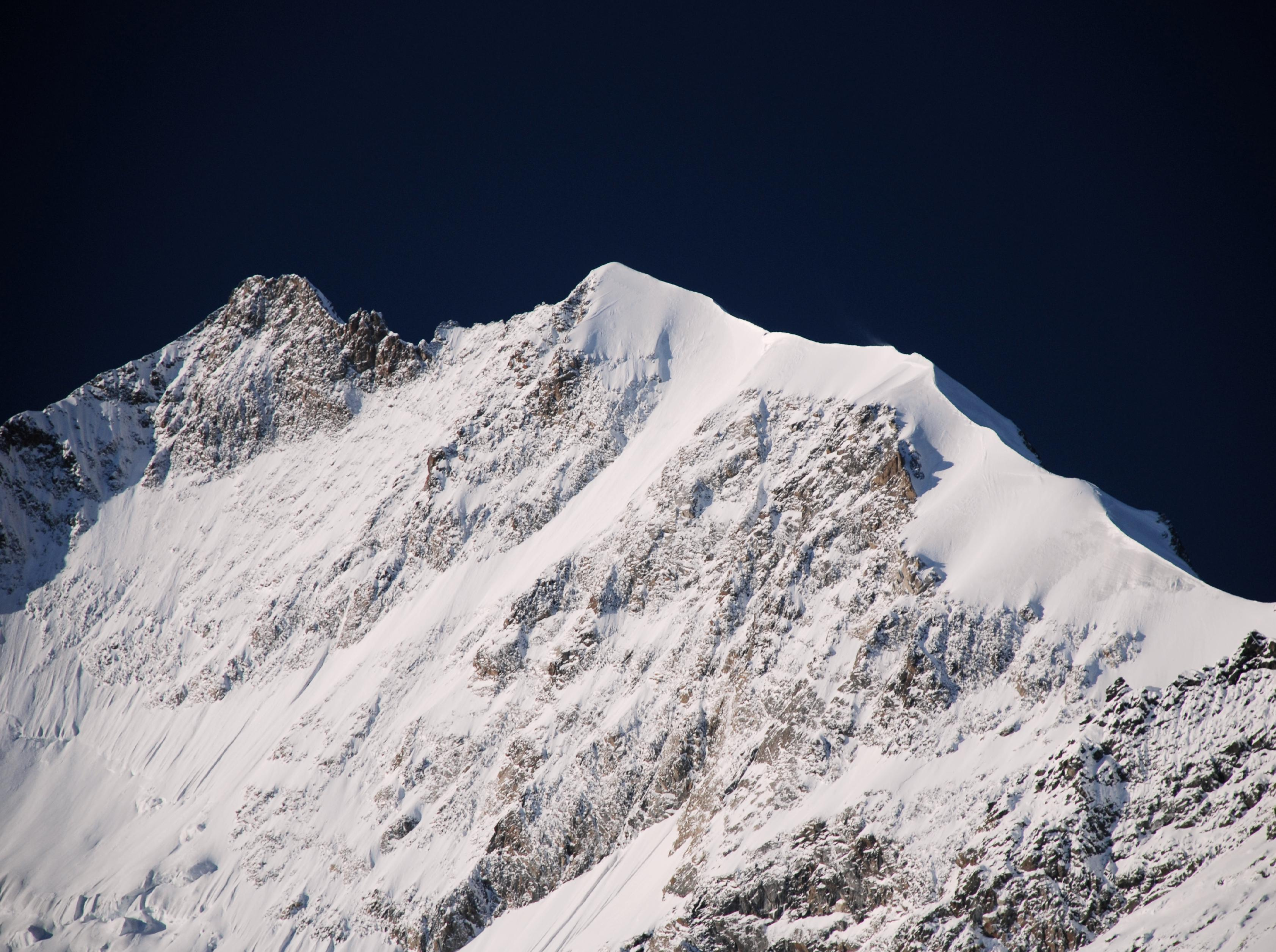

比安科峰（Pizzo Bianco），是瑞士的山峰，位於該國東南部，由格勞賓登州負責管轄，屬於貝爾尼納山脈的一部分，海拔高度3,995米，每年平均降雨量1,693毫米。